# Trypeta zoe

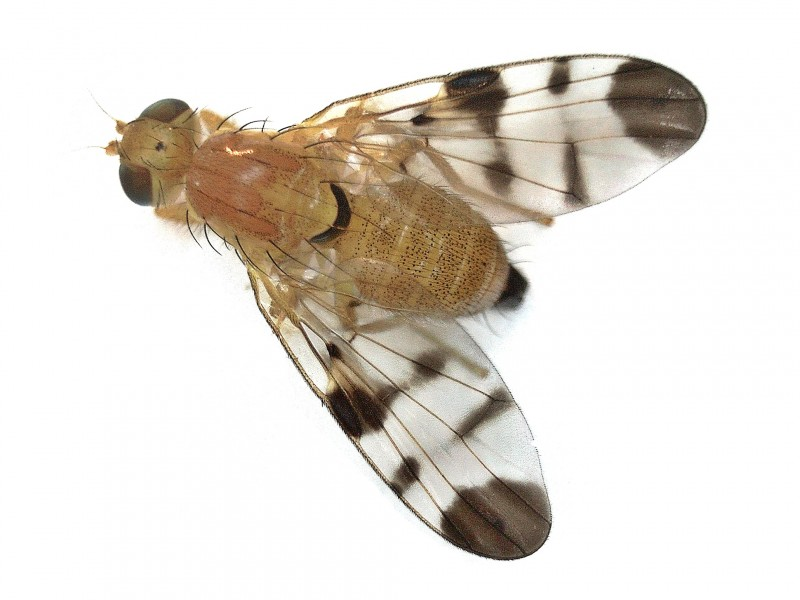
Trypeta zoe ♀

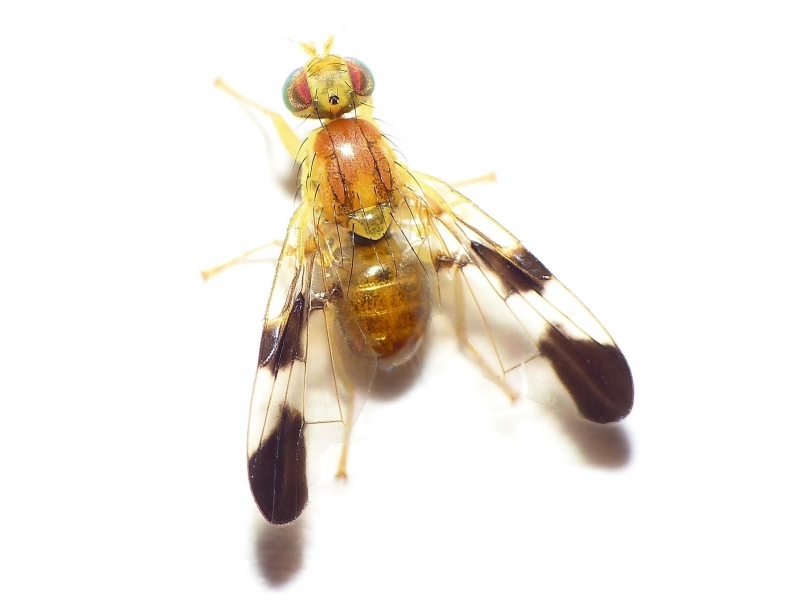
Trypeta zoe ♂

Trypeta zoe ist eine Fliege aus der Familie der Bohrfliegen (Tephritidae). Die Art wurde 1826 von Johann Wilhelm Meigen erstbeschrieben.

## Merkmale
Die Bohrfliegen sind etwa 5 Millimeter lang. Sie besitzen einen orange-gelb gefärbten Körper. Der Thorax ist dorsal orange gefärbt, an den Seiten gelb. Die Beine sind gelb. Die Bohrfliegen besitzen lange schwarze Borsten auf ihrem Hinterkopf, ihrem Thorax und Scutellum. Hinter dem Scutellum befindet sich eine schwarze Querbinde. Am Hinterleibsende der Weibchen befindet sich der Legebohrer. Der Geschlechtsdimorphismus ist im Fleckenmuster der Flügel am ausgeprägsten. Die Vorderflügel der Weibchen weisen einen größeren dunklen Fleck an der Flügelspitze auf. Weiterhin befindet sich eine meist unvollständige Querbinde auf etwa dreiviertels Länge sowie eine weitere meist unvollständige Querbinde bestehend aus einem großen Fleck am Vorderrand sowie einem kleineren Fleck vor dem Hinterrand. Die Vorderflügel der Männchen weisen ebenfalls einen großen Fleck an der Flügelspitze auf. Dieser ragt weiter in die Flügelmitte hinein und reicht nicht weit entlang dem Hinterrand. Ferner befindet sich etwa auf halber Länge der Flügel eine Querbinde.

## Verbreitung
Trypeta zoe ist in Europa weit verbreitet. Ihr Vorkommen reicht von Fennoskandinavien, Schottland und Irland im Norden über Mitteleuropa bis in den westlichen Mittelmeerraum (Italien, Korsika) und auf die Iberische Halbinsel.

## Lebensweise
Die Flugzeit der Imagines dauert von April bis September. Sie werden jedoch hauptsächlich im Mai beobachtet. 
Die Larven entwickeln sich gewöhnlich von Juni bis Oktober. Trypeta zoe entwickelt sich oligophag an Korbblütlern. Zu den Wirtspflanzen gehören u. a. Schafgarben, Grauer Alpendost, Grüner Alpendost, Beifuß, Astern, Herbst-Chrysantheme, Kriechende Gämswurz, Gewöhnlicher Wasserdost, Alpen-Greiskraut, Raukenblättriges Greiskraut, Lattiche, Schwarzrandige Margerite, Leucanthemum maximum, Magerwiesen-Margerite, Ligularia, Kamillen, Weiße Pestwurz, Gewöhnliche Pestwurz, Hain-Greiskraut, Wald-Greiskraut, Gewöhnliches Greiskraut, Mutterkraut, Rainfarn und Huflattich. Die Larven leben in Blattminen an ihren Wirtspflanzen. Die Mine bildet anfangs einen langen, ziemlich schmalen Korridor. Die beinlose Larve ist gelb gefärbt. Die Verpuppung findet außerhalb der Blattmine statt. Die länglich ovale Puppe ist gelb gefärbt.